# Mixcoatlus barbouri
La nauyaca guerrerense de montaña (Mixcoatlus barbouri) es una especie de serpiente perteneciente a la familia Viperidae. El nombre de la especie es un patronímico honrando a Thomas Barbour, (1884-1946) un herpetólogo americano quien fungió como director  del Museo de Zoología Comparativa en la Universidad de Harvard.
Es una serpiente de fosetas terrestre, moderadamente robusta; alcanza los 51 cm de longitud total, pero los adultos miden generalmente entre 30 y 40 cm. Su color de fondo es café rojizo con un patrón de zigzag café oscuro bordeado por negro y posee 25 a 28 manchas laterales café oscuro; su patrón puede oscurecerse con la edad. Raya postocular presente. Supralabiales rosas o amarillas con punteado fino color café. Como característica única de la especie, tiene una escama loreal grande en contacto con la supraocular.
Se distribuye en el suroeste de México, en particular en la Sierra Madre del Sur en Guerrero (Omiltemi y Puerto del Gallo) por lo que se considera una especie endémica. Su distribución va de los 2,390 a 3,300 m s. n. m. Habita en el bosque de pino-encino y en el bosque de niebla; también en bosque de Abies religiosa con pinos y encinos. Esta especie diurna se ha encontrado en claros y bordes de los bosques que habita. Se encuentra catalogada como En peligro por la IUCN 2019-1 y Sujeta a protección especial  por la NOM-059-SEMARNAT.

## Clasificación y descripción
Es una serpiente de fosetas terrestre y moderadamente robusta puede alcanzar los 51 cm de longitud total, pero los adultos generalmente miden entre 30 y 40 cm. El color de fondo es café rojizo con un patrón de zigzag color café oscuro bordeado por negro. Posee de 25 a 28 manchas laterales de color café oscuro. La mayoría de todo el patrón puede tornarse oscuro con la edad. Una raya postocular está presente. Las supralabiales son rosas o amarillo con un punteado fino color café. Una característica única de esta especie es una escama loreal grande está en contacto con la supraocular. Hay 1-4 intersupraoculares, 7-10 supralabiales, 8-11 infralabiales, 17-19 hileras de escamas a la mitad del cuerpo, 130-138 ventrales en machos y 129-145 en hembras, 27-31 subcaudales enteras en machos y 26-32 en hembras. La longitud de la cola es 11,3-12,9% de la longitud total en machos y 10,1-11,4 % en hembras.

## Distribución
Suroeste de México a intermedias y altas elevaciones de la Sierra Madre del Sur en Guerrero, donde es conocida de pequeñas áreas: la región de Omiltemi y la de Puerto del Gallo. La distribución va de los 2,390 a 3,300 m s. n. m.

## Hábitat
Bosque de pino-encino y bosque de niebla. En la región de Omiltemi la especie aparenta ser más común en bosque de niebla. También ha sido observada en bosques de Abies religiosa pero que también contiene pinos y encinos. Es una especie diurna que se ha encontrado en claros y los bordes de los bosques. Cuando se siente perturbada es rápida para retraerse.

## Estado de conservación
Se encuentra catalogada como En Peligro (EN) en la IUCN. y como protección especial bajo la NOM-059-SEMARNAT.